# Fehmarn (miasto)
Fehmarn (wym. MAF: [ˈfeːmaʁn], posłuchajⓘ) – miasto położone na wyspie o tej samej nazwie w Niemczech, w kraju związkowym Szlezwik-Holsztyn, w powiecie Ostholstein. W 2008 r. liczyło 12 962 mieszkańców. Najbardziej na wschód położona gmina kraju związkowego.

## Dzielnice
W skład miasta wchodzą 42 dzielnice.

## Współpraca
Miejscowości partnerskie:
- Nerynga, Litwa
- Orth an der Donau, Austria
- Rødby, Dania